# Mật mã hoa hồng vàng
Mật mã hoa hồng vàng là một bộ phim truyền hình được thực hiện bởi M&T Pictures do Quách Khoa Nam làm đạo diễn. Phim phát sóng vào lúc 20h00 từ thứ 2 đến thứ 7 hàng tuần bắt đầu từ ngày 26 tháng 5 năm 2018 và kết thúc vào ngày 18 tháng 7 năm 2018 trên kênh THVL1.

## Nội dung
Mật mã hoa hồng vàng xoay quanh Lim (Kim Tuyến), một cô gái với vẻ ngoài xinh đẹp ngọt ngào nhưng ẩn chứa trong đó lại là nỗi ám ảnh khôn nguôi về quá khứ đầy bão giông cũng như khát vọng báo thù mãnh liệt. Bằng sự nhẫn nại cùng kiên trì, Lim không gặp quá nhiều khó khăn để lần lượt tìm thấy những kẻ năm xưa đã đẩy gia đình cô vào cảnh tang thương, mất mát. Và từ đó, mỗi khi một đóa hoa hồng vàng được đặt xuống, một vụ trọng án lại bắt đầu...

## Diễn viên
- Kim Tuyến trong vai Lim (Trinh)[5]
- Trí Quang trong vai An Khánh[5]
- Quốc Huy trong vai Xấu (Giang)[5]
- Quốc Cường trong vai Kỳ Bảnh[5]
- Hùng Thuận trong vai Bân[5]
- Ngân Quỳnh trong vai Bà An Tâm[5]
- Trương Mỹ Nhân trong vai An Nhi[5]
- Lyna Trang trong vai An Hạ[6]
- Hà Kim trong vai An Bình (Triết)
- Mai Sơn Lâm trong vai Hai Đá
- Trần Quý trong vai Trung Râu
- Phúc An trong vai An Duyên
- Bella Mai trong vai Bích
- Đình Hiếu trong vai Ba Kẹ

Cùng một số diễn viên khác...

## Ca khúc trong phim
Bài hát trong phim là ca khúc "Cơn ác mộng" do Nguyễn Hồng Thuận sáng tác và Phương Anh thể hiện.

## Đón nhận
Tại thời điểm phát sóng, Mật mã hoa hồng vàng đã nhận được sự quan tâm lớn của khán giả, được cho là vì diễn xuất thực lực của dàn diễn viên, kịch bản hấp dẫn cùng những cảnh quay hành động chỉn chu. Bộ phim cũng được khán giả tìm kiếm và theo dõi nhiều nhất trên nền tảng phát hành trực tuyến và là phim có tỷ suất người xem đứng đầu nhà đài so với các chương trình giải trí cùng thời điểm.

## Giải thưởng
| Năm  | Giải thưởng                                | Hạng mục         | (Người) đề cử | Kết quả   | Tham khảo |
| ---- | ------------------------------------------ | ---------------- | ------------- | --------- | --------- |
| 2018 | Liên hoan truyền hình toàn quốc lần thứ 38 | Phim truyền hình | —             | Bằng khen | [ 8 ]     |
| 2018 | Giải Mai Vàng                              | Phim truyền hình | —             | Đề cử     | [ 1 ]     |